# E.C.R. Lorac
Edith Caroline Rivett (1884-1959) (la cual escribió con los seudónimos de E.C.R. Lorac y Carol Carnac) fue una escritora británica de narraciones de misterio.  

## Biografía
Nació en Hendon, Middlesex (actualmente parte de Londres). Se educó en la South Hampstead High School y en la Central School of Arts and Crafts de Londres. Fue miembro del Detection Club. Fue una escritora muy prolífica, con un total de 48 obras de misterio bajo su primer nombre literario, y otras 23 con el segundo. Fue uno de los más importantes autores de la edad dorada del género.

### Libros con el seudónimo E.C.R. Lorac
El principal personaje que caracteriza a la serie, el Inspector Jefe Robert Macdonald, un "londinense escocés" y soltero confeso amante de los paseos por la campiña inglesa. En 28 de estos libros, es asistido por su ayudante, el Inspector Detective Reeves.
- The Murder on the Burrows (1931)
- The Affair at Thor's Head (1932)
- The Greenwell Mystery (1932)
- Death on the Oxford Road (1933)
- The Case of Colonel Marchand (1933)
- Murder in St.John's Wood (1934)
- Murder in Chelsea (1934)
- The Organ Speaks (1935)
- Death of an Author (1935)
- Crime counter Crime (1936)
- Post after Post-Mortem (1936)
- A Pall for a Painter (1936)
- Bats in the Belfry (1937)
- These Names Make Clues (1937)
- The Devil and the C.I.D. (1938)
- Slippery Staircase (1938)
- John Brown's Body (1939)
- Black Beadle (1939) (La sombra del sacristán)
- Death at Dyke's Corner (1940)
- Tryst for a Tragedy (1940)
- Case in the Clinic (1941)
- Rope's End - Rogue's End (1942)
- The Sixteenth Stair (1942)
- Death Came Softly (1943)
- Checkmate to Murder (1944) (Jaque mate al asesino)
- Fell Murder (1944)
- Murder by Matchlight (1945)
- Fire in the Thatch (1946)
- The Theft of Iron Dogs (1946)
- Relative to Poison (1947)
- Death before Dinner (1948) (La muerte antes de comer)
- Part for a Poisoner (1948)
- Still Waters (1949)
- Policemen in the Precinct (1949)
- Accident by Design (1950)
- Murder of a Martinet (1951)
- The Dog It Was That Died (1952) (Y el perro fue el que murió)
- Murder in the Mill-Race (1952)
- Crook O'Lune (1953)
- Shroud of Darkness (1954)
- Let Well Alone (1954)
- Ask a Policeman (1955)
- Murder in Vienna (1956)
- Picture of Death (1957)
- Dangerous Domicile (1957)
- Death in Triplicate (1958) (Muerte por triplicado)
- Murder on the Monument (1958)
- Dishonour among Thieves (1959)

### Libros con el seudónimo Carol Carnac
En esta serie aparecen tres personajes diferentes. El primero es el Inspector Ryvet. Los otros dos son el Inspector Jefe Julian Rivers (que aparece en 15 libros), y su ayudante, el Inspector Lansing, que aparece en 18 casos (cuatro de ellos con Ryvet.)
- Triple Death (1936)
- Murder at Mornington (1937)
- The Missing Rope (1937)
- When the Devil Was Sick (1939)
- The Case of the First Class Carriage (1939)
- Death in the Diving Pool (1940)
- A Double for Detection (1945)
- The Striped Suitcase (1946)
- Clue Sinister (1947)
- Over the Garden Wall (1948)
- Upstairs Downstairs (1950)
- Copy for Crime (1950)
- It's Her Own Funeral (1951)
- Crossed Skis (1952)
- Murder as Fine Art (1953)
- A Policeman at the Door (1953)
- Impact of Evidence (1954)
- Murder among Members (1955)
- Rigging the Evidence (1955)
- The Double Turn (1956)
- The Burning Question (1957)
- Long Shadows (1958)
- Death of a Lady Killer (1959)